# Distretto di Barisal
Barisal è un distretto bengalese di 892 781 abitanti.

## Suddivisioni
Il distretto di Barisal si suddivide nei seguenti sottodistretti (upazila):
- Agailjhara
- Babuganj
- Bakerganj
- Banaripara
- Gaurnadi
- Hizla
- Barisal Sadar
- Mehendiganj
- Muladi
- Wazirpur